# Герои Социалистического Труда Северо-Казахстанской области
В настоящий список включены:

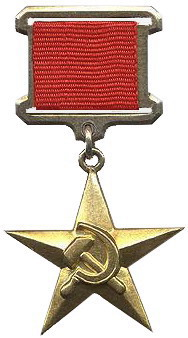
Золотая медаль «Серп и Молот»

- Герои Социалистического Труда, на момент присвоения звания проживавшие на территории современной Северо-Казахстанской области — 117 человек; в их числе Герои, награждённые на территории районов бывшей Кокчетавской области, которые с 1997 года до настоящего времени входят в состав Северо-Казахстанской области, — 54 человека (отмечены звёздочкой);
- уроженцы Северо-Казахстанской области (в её современных границах), удостоенные звания Героя Социалистического Труда в других регионах СССР, — 51 человек.
- Герои Социалистического Труда, прибывшие в Северо-Казахстанскую область на постоянное проживание из других регионов СССР, — 1 человек.
- Серым цветом   выделены лица, лишённые звания Героя, — 1 человек.

Вторая и третья части списка могут быть неполными из-за отсутствия данных о месте рождения и месте смерти ряда Героев.
В таблицах отображены фамилия, имя и отчество Героев, должность и место работы на момент присвоения звания, дата Указа Президиума Верховного Совета СССР, отрасль народного хозяйства, а также ссылка на биографическую статью на сайте «Герои страны». Формат таблиц предусматривает возможность сортировки по указанным параметрам путём нажатия на стрелку в нужной графе.

## История
Первым на территории современной Северо-Казахстанской области звания Героя Социалистического Труда был удостоен старший конюх колхоза «Жана-Жол» Кзылтуского района Кокчетавской области Шарим Калыков, которому эта высшая степень отличия была присвоена Указом Президиума Верховного Совета СССР от 23 июля 1948 года (объёмный указ на 359 казахстанских животноводов).
Если же отдельно существовавшую в те годы Кокчетавскую область не учитывать, то впервые название Северо-Казахстанской области прозвучало в указах о присвоении звания Героя Социалистического Труда 22 августа 1951 года, когда четверо комбайнеров зерносовхоза имени Кирова в Советском районе — Р. А. Бабкин, М. Клушев, Н. Я. Коробов и А. Мадыбаев — были удостоены этой награды за высокие достижения в уборке и обмолоте зерновых культур.
Из 117 награждённых с 1948 по 1991 год подавляющее большинство — 98 человек (84 %) — были отмечены за заслуги в сельскохозяйственном производстве. 13 человек (11 %) являлись работниками партийно-государственного аппарата, преимущественно районного звена. По одному человеку трудились в таких отраслях народного хозяйства, как машиностроение, транспорт, геология, строительство, лёгкая и пищевая промышленность.

## Лица, удостоенные звания Героя Социалистического Труда в Северо-Казахстанской области
| №   | Фамилия, имя, отчество             | Даты жизни              | Деятельность | Дата присвоения | Отрасль            | ГС         |
| --- | ---------------------------------- | ----------------------- | --- | --------------- | ------------------ | ---------- |
| 1   | Абильпеисов Турлубек               | 21.11.1926 — 27.11.2017 | *Комбайнёр Комсактинской МТС Володарского района Кокчетавской области | 11.01.1957      | сельское хозяйство | [ ГС 1 ]   |
| 2   | Азаров Василий Никонович           | род. 04.08.1932         | *Бригадир совхоза «Восход» Ленинградского района Кокчетавской области | 19.04.1967      | сельское хозяйство | [ ГС 2 ]   |
| 3   | Айсин Альсен                       | 06.06.1922 — 21.03.1980 | *Старший скотник совхоза «Алаботинский» Чкаловского района Кокчетавской области | 22.03.1966      | сельское хозяйство | [ ГС 3 ]   |
| 4   | Алазов Магауия                     | 23.03.1936 — 21.10.2016 | Тракторист совхоза «Новоникольский» Бишкульского района Северо-Казахстанской области | 19.02.1981      | сельское хозяйство | [ ГС 4 ]   |
| 5   | Амбицкий Владимир Петрович         | 01.01.1940 — 28.04.1985 | *Тракторист-комбайнёр совхоза «Черниговский» Кзылтуского района Кокчетавской области | 10.12.1973      | сельское хозяйство | [ ГС 5 ]   |
| 6   | Амринов Баяш Каутанович            | 15.05.1939 — 19.09.2017 | *Старший табунщик совхоза «Золотая Нива» Валихановского района Кокчетавской области | 19.02.1981      | сельское хозяйство | [ ГС 6 ]   |
| 7   | Асадулаев Аликпер                  | 1915 — ????             | Комбайнёр Баянской МТС Пресновского района Северо-Казахстанской области | 28.06.1952      | сельское хозяйство | [ ГС 7 ]   |
| 8   | Бабкин Роман Алексеевич            | 1909—1990               | Комбайнёр зернового совхоза имени Кирова Министерства совхозов СССР, Советский район Северо-Казахстанской области                                                                                    | 22.08.1951      | сельское хозяйство | [ ГС 8 ]   |
| 9   | Байсарина Сарвар Мухамединовна     | 01.01.1936 — 19.12.1986 | Швея-мотористка Петропавловской швейной фабрики «Комсомолка» Министерства лёгкой промышленности Казахской ССР, Северо-Казахстанская область                                                          | 16.01.1974      | легпром            | [ ГС 9 ]   |
| 10  | Байтусов Мулдай Искакович          | 20.12.1917 — 16.12.1997 | Бригадир тракторно-полеводческой бригады колхоза «Луч Ленина» Бишкульского района Северо-Казахстанской области                                                                                       | 08.04.1971      | сельское хозяйство | [ ГС 10 ]  |
| 11  | Бакубаева Кулян Сергалиевна        | 05.10.1939 — 17.09.2018 | *Доярка совхоза «Аканский» Арыкбалыкского района Кокчетавской области | 06.09.1973      | сельское хозяйство | [ ГС 11 ]  |
| 12  | Баукенов Ислям Баукенович          | 10.10.1915 — 10.10.1981 | Председатель сельхозартели «Луч Ленина» Петропавловского района Северо-Казахстанской области | 11.01.1957      | сельское хозяйство | [ ГС 12 ]  |
| 13  | Бекузаров Руслан Камбулатович      | 27.09.1927 — 21.11.2001 | Директор совхоза имени Чапаева Советского района Северо-Казахстанской области | 06.09.1973      | сельское хозяйство | [ ГС 13 ]  |
| 14  | Белова Матрёна Павловна            | 05.03.1917 — 28.06.1979 | Доярка племзавода «Мамлютский» Мамлютского района Северо-Казахстанской области | 22.03.1966      | сельское хозяйство | [ ГС 14 ]  |
| 15  | Белоглазов Леонид Яковлевич        | 17.06.1929 — 30.05.2006 | Бригадир совхоза «Николаевский» Ленинского района Северо-Казахстанской области | 24.12.1976      | сельское хозяйство | [ ГС 15 ]  |
| 16  | Беляев Моисей Ануфриевич           | 27.03.1905 — 27.07.1992 | *Директор Кзылтуского совхоза Ленинградского района Кокчетавской области | 11.01.1957      | сельское хозяйство | [ ГС 16 ]  |
| 17  | Боридько Алексей Дмитриевич        | 15.11.1922 — 22.06.1996 | Бригадир совхоза «Чистовский» Булаевского района Северо-Казахстанской области | 19.04.1967      | сельское хозяйство | [ ГС 17 ]  |
| 18  | Бочкарёв Виктор Иванович           | 19.06.1934 — 13.07.1990 | *Комбайнёр совхоза «Сырымбетский» Володарского района Кокчетавской области | 19.04.1967      | сельское хозяйство | [ ГС 18 ]  |
| 19  | Брагин Алексей Матвеевич           | 27.07.1927 — 05.07.1987 | Бригадир совхоза «Приишимский» Сергеевского района Северо-Казахстанской области | 19.02.1981      | сельское хозяйство | [ ГС 19 ]  |
| 20  | Гайдуков Андрей Николаевич         | 13.12.1916 — 03.10.2003 | Директор Ишимского совхоза Октябрьского района Северо-Казахстанской области | 11.01.1957      | сельское хозяйство | [ ГС 20 ]  |
| 21  | Горбунов Иван Никифорович          | 23.09.1913 — 13.10.1989 | Директор совхоза «Петропавловский» Соколовского района Северо-Казахстанской области | 22.03.1966      | сельское хозяйство | [ ГС 21 ]  |
| 22  | Грицай Григорий Алексеевич         | 23.11.1909 — 05.09.1982 | *Комбайнёр Рузаевского совхоза Рузаевского района Кокчетавской области | 11.01.1957      | сельское хозяйство | [ ГС 22 ]  |
| 23  | Даиров Алюбай                      | 07.11.1927 — 29.09.1977 | Бригадир Бишкульского райспецхозобъединения, Северо-Казахстанская область | 24.12.1976      | сельское хозяйство | [ ГС 23 ]  |
| 24  | Данченко Евдокия Фёдоровна         | 14.04.1920 — 22.06.2019 | Фрезеровщица Машиностроительного завода имени В. В. Куйбышева Северо-Казахстанского совнархоза, гор. Петропавловск                                                                                   | 07.03.1960      | машиностроение     | [ ГС 24 ]  |
| 25  | Демиденко Василий Петрович         | 17.03.1930 — 17.03.1998 | Первый секретарь Северо-Казахстанского обкома Компартии Казахстана | 24.12.1976      | госуправление      | [ ГС 25 ]  |
| 26  | Демидов Герман Александрович       | 28.05.1927 — 13.08.1979 | Машинист локомотивного депо Петропавловск Омской железной дороги, Северо-Казахстанская область | 01.08.1959      | транспорт          | [ ГС 26 ]  |
| 27  | Диркс Мартын Мартынович            | 08.08.1928 — 04.08.2006 | Директор совхоза «Токушинский» Бишкульского района Северо-Казахстанской области | 08.04.1971      | сельское хозяйство | [ ГС 27 ]  |
| 28  | Донченко Андрей Васильевич         | 05.06.1911 — 03.12.1988 | Директор совхоза «Приишимский» Сергеевского района Северо-Казахстанской области | 08.04.1971      | сельское хозяйство | [ ГС 28 ]  |
| 29  | Ефимов Сергей Кириллович           | 25.09.1918 — 06.04.1979 | *Директор Молотовской МТС Арыкбалыкского района Кокчетавской области | 11.01.1957      | сельское хозяйство | [ ГС 29 ]  |
| 30  | Жангалов Баян                      | 22.07.1914 — 31.01.2013 | *Председатель Рузаевского райисполкома Кокчетавской области | 11.01.1957      | госуправление      | [ ГС 30 ]  |
| 31  | Женский Иосиф Адольфович           | 1920 — 01.12.1994       | *Комбайнёр Красноармейской МТС Кокчетавской области | 21.08.1951      | сельское хозяйство | [ ГС 31 ]  |
| 32  | Жукова Татьяна Яковлевна           | 22.01.1914 — 04.02.2006 | Телятница совхоза «Заречный» Ленинского района Северо-Казахстанской области | 22.03.1966      | сельское хозяйство | [ ГС 32 ]  |
| 33  | Заруднев Павел Иванович            | род. 1927               | *Бригадир тракторной бригады Кзылтуского совхоза Ленинградского района Кокчетавской области | 11.01.1957      | сельское хозяйство | [ ГС 33 ]  |
| 34  | Зенин Владимир Яковлевич           | 22.10.1928 — 02.07.1982 | *Бригадир горнопроходческой бригады Степной экспедиции Министерства геологии СССР, Володарский район Кокчетавской области                                                                            | 20.04.1971      | геология           | [ ГС 34 ]  |
| 35  | Золин Николай Емельянович          | 03.05.1913 — 04.07.1967 | *Директор совхоза «Урожайный» Рузаевского района Кокчетавской области | 11.01.1957      | сельское хозяйство | [ ГС 35 ]  |
| 36  | Иванов Антон Михайлович            | 14.08.1918 — 12.07.1994 | *Первый секретарь Кзылтуского райкома Компартии Казахстана, Кокчетавская область | 11.01.1957      | госуправление      | [ ГС 36 ]  |
| 37  | Иванов Степан Антонович            | 17.03.1916 — 22.07.1993 | *Комбайнёр Красноармейской МТС Красноармейского района Кокчетавской области | 21.08.1951      | сельское хозяйство | [ ГС 37 ]  |
| 38  | Исмаганбетов Суюндук Маненович     | род. 15.03.1938         | *Комбайнёр совхоза «Червонный» Рузаевского района Кокчетавской области | 19.04.1967      | сельское хозяйство | [ ГС 38 ]  |
| 39  | Кадралин Есильбай                  | род. 01.01.1948         | *Тракторист-машинист совхоза «50 лет комсомола» Кзылтуского района Кокчетавской области | 03.03.1980      | сельское хозяйство | [ ГС 39 ]  |
| 40  | Калыков Шарим                      | 1893 — ????             | *Старший конюх колхоза «Жана-Жол» Кзылтууского района Кокчетавской области | 23.07.1948      | сельское хозяйство | [ ГС 40 ]  |
| 41  | Карпухно Николай Алексеевич        | 15.05.1935 — 29.09.2000 | *Бригадир совхоза «Шарыкский» Рузаевского района Кокчетавской области | 13.12.1972      | сельское хозяйство | [ ГС 41 ]  |
| 42  | Кириленко Мария Ивановна           | 10.09.1935 — 29.05.1990 | Старшая свинарка совхоза «Советский» Булаевского района Северо-Казахстанской области | 22.03.1966      | сельское хозяйство | [ ГС 42 ]  |
| 43  | Киричёк Василий Егорович           | 21.01.1940 — 03.04.2010 | *Бригадир совхоза «Червонный» Куйбышевского района Кокчетавской области | 24.12.1976      | сельское хозяйство | [ ГС 43 ]  |
| 44  | Клушев Манаш                       | 1908—1976               | Комбайнёр зернового совхоза имени Кирова Министерства совхозов СССР, Советский район Северо-Казахстанской области                                                                                    | 22.08.1951      | сельское хозяйство | [ ГС 44 ]  |
| 45  | Козинец Николай Фёдорович          | 21.10.1910 — 06.10.1997 | *Директор совхоза «Горьковский» Ленинградского района Кокчетавской области | 11.01.1957      | сельское хозяйство | [ ГС 45 ]  |
| 46  | Колмыков Иван Карпович             | 04.11.1908 — 14.04.1992 | Комбайнёр Баянской МТС Пресновского района Северо-Казахстанской области | 28.06.1952      | сельское хозяйство | [ ГС 46 ]  |
| 47  | Константинов Фёдор Васильевич      | 1910 — ????             | Председатель сельхозартели «Красная крепость» Конюховского района Северо-Казахстанской области | 11.01.1957      | сельское хозяйство | [ ГС 47 ]  |
| 48  | Корабельников Яков Григорьевич     | 25.02.1938 — 25.11.1988 | Дояр совхоза «Пушкинский» Ленинского района Северо-Казахстанской области | 08.04.1971      | сельское хозяйство | [ ГС 48 ]  |
| 49  | Коробов Николай Яковлевич          | 1911—1987               | Комбайнёр зернового совхоза имени Кирова Министерства совхозов СССР, Советский район Северо-Казахстанской области                                                                                    | 22.08.1951      | сельское хозяйство | [ ГС 49 ]  |
| 50  | Куандыков Аутен                    | 20.01.1932 — 09.04.1989 | *Бригадир колхоза «Звезда коммуны» Чкаловского района Кокчетавской области | 19.02.1981      | сельское хозяйство | [ ГС 50 ]  |
| 51  | Кузоваткина Антонида Алексеевна    | 18.07.1916 — 26.09.2005 | *Свинарка совхоза «Константиновский» Чистопольского района Кокчетавской области | 22.03.1966      | сельское хозяйство | [ ГС 51 ]  |
| 52  | Курапов Николай Гаврилович         | 17.05.1923 — 16.08.2003 | Директор совхоза «Чистовский» Булаевского района Северо-Казахстанской области | 03.03.1980      | сельское хозяйство | [ ГС 52 ]  |
| 53  | Курбатов Владимир Фёдорович        | 14.09.1920 — 07.07.2012 | Комбайнёр Приишимской МТС Северо-Казахстанской области | 11.01.1957      | сельское хозяйство | [ ГС 53 ]  |
| 54  | Курлов Василий Николаевич          | 02.08.1909 — 08.05.1986 | Первый секретарь Булаевского райкома Компартии Казахстана, Северо-Казахстанская область | 11.01.1957      | госуправление      | [ ГС 54 ]  |
| 55  | Кущ Михаил Матвеевич               | 23.11.1912 — 19.06.1997 | *Первый секретарь Чистопольского райкома Компартии Казахстана, Кокчетавская область | 11.01.1957      | госуправление      | [ ГС 55 ]  |
| 56  | Левандовский Антон Генрихович      | 27.09.1936 — 06.07.2005 | *Директор совхоза «Бирликский» Рузаевского района Кокчетавской области | 19.02.1981      | сельское хозяйство | [ ГС 56 ]  |
| 57  | Лизунов Иван Михайлович            | 20.10.1923 — 02.01.1975 | Директор совхоза имени Маленкова Булаевского района Северо-Казахстанской области | 11.01.1957      | сельское хозяйство | [ ГС 57 ]  |
| 58  | Линников Георгий Кириллович        | 23.04.1903 — ????       | *Бригадир тракторно-полеводческой бригады Бидаикского совхоза Кзылтуского района Кокчетавской области                                                                                                | 11.01.1957      | сельское хозяйство | [ ГС 58 ]  |
| 59  | Лукьянченко Надежда Константиновна | 30.05.1939 — 01.08.2004 | Доярка совхоза «Заречный» Ленинского района Северо-Казахстанской области | 22.02.1982      | сельское хозяйство | [ ГС 59 ]  |
| 60  | Мадыбаев Ашкен                     | 10.05.1907 — 18.11.1977 | Комбайнёр зернового совхоза имени Кирова Министерства совхозов СССР, Советский район Северо-Казахстанской области                                                                                    | 22.08.1951      | сельское хозяйство | [ ГС 60 ]  |
| 61  | Мелёхин Николай Михайлович         | 16.03.1929 — 10.12.1995 | Комбайнёр совхоза «Налобинский» Соколовского района Северо-Казахстанской области | 19.04.1967      | сельское хозяйство | [ ГС 61 ]  |
| 62  | Метельский Дмитрий Савельевич      | 02.12.1921 — 2004       | *Бригадир совхоза «Победа» Красноармейского района Кокчетавской области | 19.04.1967      | сельское хозяйство | [ ГС 62 ]  |
| 63  | Миллер Иосиф Иванович              | 1927—1994               | Директор совхоза «Карагандинский» Возвышенского района Северо-Казахстанской области | 19.02.1981      | сельское хозяйство | [ ГС 63 ]  |
| 64  | Михедько Александр Михайлович      | 17.07.1911 — 28.09.1979 | *Председатель сельхозартели имени Чапаева Арык-Балыкского района Кокчетавской области | 11.01.1957      | сельское хозяйство | [ ГС 64 ]  |
| 65  | Мусина Хайни-Жамал Оспановна       | 11.10.1940 — 02.07.2023 | Бригадир штукатуров передвижной механизированной колонны № 72 производственного управления «Петропавловсксельстрой» Министерства сельского строительства Казахской ССР, Северо-Казахстанская область | 19.03.1981      | строительство      | [ ГС 65 ]  |
| 66  | Мусипов Кажим                      | 06.02.1912 — 08.01.1982 | *Председатель сельхозартели имени Маленкова Кзылтуского района Кокчетавской области | 11.01.1957      | сельское хозяйство | [ ГС 66 ]  |
| 67  | Мустафин Тулебай                   | 21.08.1929 — 20.04.2007 | Тракторист совхоза «Благовещенский» Пресновского района Северо-Казахстанской области | 19.04.1967      | сельское хозяйство | [ ГС 67 ]  |
| 68  | Нижников Николай Елисеевич         | 25.12.1926 — 24.02.2006 | *Первый секретарь Арыкбалыкского райкома Компартии Казахстана, Кокчетавская область | 19.02.1981      | госуправление      | [ ГС 68 ]  |
| 69  | Никифоров Пётр Михайлович          | 03.02.1941 — 20.02.2003 | *Тракторист совхоза «Валихановский» Рузаевского района Кокчетавской области | 10.12.1973      | сельское хозяйство | [ ГС 69 ]  |
| 70  | Нурсеитов Ултай Нурсеитович        | 13.08.1928 — 11.02.2008 | *Директор совхоза «Имантавский» Арыкбалыкского района Кокчетавской области | 24.12.1976      | сельское хозяйство | [ ГС 70 ]  |
| 71  | Нусинов Анатолий Натанович         | 1928—2000               | Бригадир тракторной бригады Булаевского совхоза Булаевского района Северо-Казахстанской области | 11.01.1957      | сельское хозяйство | [ ГС 71 ]  |
| 72  | Окунев Василий Андреевич           | 08.03.1925 — 27.01.1973 | *Первый секретарь Кзылтуского райкома Компартии Казахстана, Кокчетавская область | 13.12.1972      | госуправление      | [ ГС 72 ]  |
| 73  | Оразалин Кибадат Оразалинович      | 15.02.1929 — 03.10.2014 | *Старший чабан совхоза «Ельтайский» Кзылтуского района Кокчетавской области | 08.04.1971      | сельское хозяйство | [ ГС 73 ]  |
| 74  | Очередько Николай Григорьевич      | род. 1929               | Тракторист совхоза «Хмельницкий» Тимирязевского района Северо-Казахстанской области | 19.04.1967      | сельское хозяйство | [ ГС 74 ]  |
| 75  | Панфилов Александр Семёнович       | 25.10.1927 — 19.03.1982 | *Комбайнёр совхоза «Коммунизм» Ленинградского района Кокчетавской области | 11.01.1957      | сельское хозяйство | [ ГС 75 ]  |
| 76  | Петров Василий Прокопьевич         | 26.04.1915 — 11.01.1991 | Боец скота Петропавловского мясоконсервного комбината Министерства мясной и молочной промышленности Казахской ССР, Северо-Казахстанская область                                                      | 14.06.1966      | пищепром           | [ ГС 76 ]  |
| 77  | Подоляник Иван Васильевич          | 06.01.1935 — 07.07.2002 | Комбайнёр совхоза «Миролюбовский» Пресновского района Северо-Казахстанской области | 19.02.1981      | сельское хозяйство | [ ГС 77 ]  |
| 78  | Пономарёв Пётр Васильевич          | 1910 — 03.01.1995       | Комбайнёр Интернациональной МТС Мамлютского района Северо-Казахстанской области | 21.06.1952      | сельское хозяйство | [ ГС 78 ]  |
| 79  | Попов Владимир Александрович       | 08.12.1912 — 24.10.1977 | Главный агроном совхоза «Чистовский» Булаевского района Северо-Казахстанской области | 08.04.1971      | сельское хозяйство | [ ГС 79 ]  |
| 80  | Попов Владимир Иванович            | 07.01.1936 — 31.07.2016 | Комбайнёр совхоза «Беловский» Мамлютского района Северо-Казахстанской области | 19.04.1967      | сельское хозяйство | [ ГС 80 ]  |
| 81  | Почтарёв Анатолий Георгиевич       | 28.11.1936 — 09.07.2021 | *Тракторист совхоза «Менжинский» Ленинградского района Кокчетавской области | 08.04.1971      | сельское хозяйство | [ ГС 81 ]  |
| 82  | Прыгункова Елизавета Сергеевна     | 30.11.1929 — 23.03.2020 | Доярка совхоза «Мичуринский» Тимирязевского района Северо-Казахстанской области | 08.04.1971      | сельское хозяйство | [ ГС 82 ]  |
| 83  | Рамазанов Жолауши Омиргалиевич     | 15.05.1944 — 19.04.2013 | *Механизатор совхоза «Бостандыкский» Ленинского района Кокчетавской области | 23.04.1991      | сельское хозяйство | [ ГС 83 ]  |
| 84  | Рамазанов Кенжетай                 | 02.05.1932 — 02.08.1996 | *Бригадир тракторно-полеводческой бригады совхоза «Лобановский» Арыкбалыкского района Кокчетавской области                                                                                           | 10.12.1973      | сельское хозяйство | [ ГС 84 ]  |
| 85  | Росинский Дмитрий Афанасьевич      | 14.03.1927 — 24.01.2010 | Бригадир комплексной бригады совхоза «Заречный» Ленинского района Северо-Казахстанской области | 10.12.1973      | сельское хозяйство | [ ГС 85 ]  |
| 86  | Руденко Иван Ефимович              | 12.07.1906 — 10.09.1984 | *Председатель сельхозартели имени Молотова Рузаевского района Кокчетавской области | 11.01.1957      | сельское хозяйство | [ ГС 86 ]  |
| 87  | Сазонов Иван Фёдорович             | 13.04.1938 — 13.05.2019 | *Комбайнёр колхоза «Путь к коммунизму» Келлеровского района Кокчетавской области | 24.12.1976      | сельское хозяйство | [ ГС 87 ]  |
| 88  | Самойленко Василий Афанасьевич     | 05.04.1911 — 19.09.1992 | Комбайнёр совхоза «Степной» Тимирязевского района Северо-Казахстанской области | 23.06.1966      | сельское хозяйство | [ ГС 88 ]  |
| 89  | Самсонов Алексей Тихонович         | 02.02.1928 — 07.01.2007 | Комбайнёр совхоза «Благовещенский» Джамбулского района Северо-Казахстанской области | 13.12.1972      | сельское хозяйство | [ ГС 89 ]  |
| 90  | Сибиряк Иван Петрович              | род. 29.11.1932         | *Тракторист совхоза «Чистопольский» Чистопольского района Кокчетавской области | 19.04.1967      | сельское хозяйство | [ ГС 90 ]  |
| 91  | Симонов Василий Александрович      | 15.03.1928 — 04.10.1999 | Управляющий отделением совхоза «Островский» Пресновского района Северо-Казахстанской области | 19.04.1967      | сельское хозяйство | [ ГС 91 ]  |
| 92  | Синельников Пётр Степанович        | 22.06.1921 — 15.05.2007 | *Первый секретарь Рузаевского райкома Компартии Казахстана, Кокчетавская область | 11.01.1957      | госуправление      | [ ГС 92 ]  |
| 93  | Скрипник Дмитрий Андреевич         | 1898 — ????             | *Директор Ждановского совхоза Айртауского района Кокчетавской области | 11.01.1957      | сельское хозяйство | [ ГС 93 ]  |
| 94  | Слонов Степан Егорович             | 02.01.1927 — 1996       | Бригадир тракторной бригады МТС имени Суворова, Булаевский район Северо-Казахстанской области | 11.01.1957      | сельское хозяйство | [ ГС 94 ]  |
| 95  | Стецюк Анатолий Фёдорович          | род. 07.10.1936         | *Тракторист-комбайнёр совхоза «Озёрный» Кзылтуского района Кокчетавской области | 23.06.1966      | сельское хозяйство | [ ГС 95 ]  |
| 96  | Сумская Лидия Петровна             | 04.06.1928 — 22.11.2015 | *Комбайнёр совхоза «Жаркольский» Чистопольского района Кокчетавской области | 19.02.1981      | сельское хозяйство | [ ГС 96 ]  |
| 97  | Сураганов Курмангали               | 03.03.1928 — 05.05.2004 | Комбайнёр совхоза «Приишимский» Сергеевского района Северо-Казахстанской области | 19.04.1967      | сельское хозяйство | [ ГС 97 ]  |
| 98  | Сыздыков Абу                       | 05.09.1919 — 13.07.1973 | Бригадир тракторной бригады Чаглинской МТС Советского района Северо-Казахстанской области | 11.01.1957      | сельское хозяйство | [ ГС 98 ]  |
| 99  | Телюк Пётр Захарович               | 01.05.1925 — 08.02.2004 | Первый секретарь Бишкульского райкома Компартии Казахстана, Северо-Казахстанская область | 10.12.1973      | госуправление      | [ ГС 99 ]  |
| 100 | Траксель Эдуард Георгиевич         | род. 1929               | *Комбайнёр колхоза имени Калинина Келлеровского района Кокчетавской области | 19.02.1981      | сельское хозяйство | [ ГС 100 ] |
| 101 | Тургунов Байман Тургунович         | 03.05.1927 — 15.03.1986 | Главный агроном племенного завода «Мамлютский» Мамлютского района Северо-Казахстанской области | 10.12.1973      | сельское хозяйство | [ ГС 101 ] |
| 102 | Тюлебеков Касым Хажибаевич         | 31.10.1935 — 03.09.2014 | Первый секретарь Булаевского райкома Компартии Казахстана, Северо-Казахстанская область | 19.02.1981      | госуправление      | [ ГС 102 ] |
| 103 | Умышев Абильжан Умышевич           | 02.05.1912 — 09.12.1989 | *Председатель Чистопольского райисполкома Кокчетавской области | 11.01.1957      | госуправление      | [ ГС 103 ] |
| 104 | Филиппенко Пётр Яковлевич          | 22.02.1918 — 03.10.1997 | Первый секретарь Советского райкома Компартии Казахстана, Северо-Казахстанская область | 08.04.1971      | госуправление      | [ ГС 104 ] |
| 105 | Хабло Иван Константинович          | род. 1932               | *Тракторист совхоза «Бидаикский» Кзылтуского района Кокчетавской области | 19.04.1967      | сельское хозяйство | [ ГС 105 ] |
| 106 | Химич Василий Петрович             | 10.10.1930 — 16.04.2014 | *Бригадир тракторно-полеводческой бригады совхоза «Нежинский» Куйбышевского района Кокчетавской области                                                                                              | 08.04.1971      | сельское хозяйство | [ ГС 106 ] |
| 107 | Чеховской Анатолий Иосифович       | 20.03.1933 — 12.02.1993 | *Тракторист-комбайнёр совхоза «Рузаевский» Рузаевского района Кокчетавской области | 23.06.1966      | сельское хозяйство | [ ГС 107 ] |
| 108 | Чижевский Пётр Иванович            | 13.09.1928 — 03.08.2000 | Бригадир тракторной бригады Москворецкого совхоза Октябрьского района Северо-Казахстанской области                                                                                                   | 11.01.1957      | сельское хозяйство | [ ГС 108 ] |
| 109 | Шайкин Есим Шайкенович             | 10.03.1926 — 27.01.2002 | Первый секретарь Сергеевского райкома Компартии Казахстана, Северо-Казахстанская область | 24.12.1976      | госуправление      | [ ГС 109 ] |
| 110 | Шатохин Виктор Фёдорович           | 22.03.1929 — 30.09.2000 | Бригадир совхоза «Становской» Мамлютского района Северо-Казахстанской области | 19.02.1981      | сельское хозяйство | [ ГС 110 ] |
| 111 | Шварц Христиан Готфридович         | 20.08.1912 — 04.09.1987 | Комбайнёр Петропавловской МТС Мамлютского района Северо-Казахстанской области | 21.06.1952      | сельское хозяйство | [ ГС 111 ] |
| 112 | Шегеда Василий Иванович            | 09.03.1929 — 21.09.2005 | *Тракторист совхоза «Октябрьский» Красноармейского района Кокчетавской области | 08.04.1971      | сельское хозяйство | [ ГС 112 ] |
| 113 | Энгель Антон Иосифович             | 05.07.1929 — 23.01.1986 | Комбайнёр Коноваловской МТС Октябрьского района Северо-Казахстанской области | 11.01.1957      | сельское хозяйство | [ ГС 113 ] |
| 114 | Эттенко Алексей Михайлович         | 20.03.1937 — 18.05.2021 | Комбайнёр совхоза имени 50-летия СССР Советского района Северо-Казахстанской области | 10.12.1973      | сельское хозяйство | [ ГС 114 ] |
| 115 | Яворский Борис Владимирович        | 20.08.1910 — 18.03.1991 | *Директор Бидаикского совхоза Кзылтуского района Кокчетавской области | 11.01.1957      | сельское хозяйство | [ ГС 115 ] |
| 116 | Яненко Иван Григорьевич            | 08.12.1933 — 05.02.2012 | Комбайнёр зерносовхоза «Миролюбовский» Пресновского района Северо-Казахстанской области | 23.06.1966      | сельское хозяйство | [ ГС 116 ] |
| 117 | Янкин Илларион Павлович            | 20.06.1910 — 14.09.1964 | Директор Дзержинского совхоза Октябрьского района Северо-Казахстанской области | 11.01.1957      | сельское хозяйство | [ ГС 117 ] |

## Уроженцы Северо-Казахстанской области, удостоенные звания Героя Социалистического Труда в других регионах СССР
| №  | Фамилия, имя, отчество                  | Даты жизни              | Деятельность | Дата присвоения | Отрасль            | ГС        |
| -- | --------------------------------------- | ----------------------- | --- | --------------- | ------------------ | --------- |
| 1  | Алибеков Исхак Алибекович               | 28.09.1908 — 10.05.1991 | Главный врач сельской участковой больницы Джамбулского района Алма-Атинской области | 04.02.1969      | здравоохранение    | [ ГС 1 ]  |
| 2  | Аношкин Михаил Прокофьевич              | 14.10.1907 — 03.10.1995 | Директор Приднепровского химического завода Министерства среднего машиностроения СССР, гор. Днепродзержинск Днепропетровской области                                                                                               | 26.04.1971      | атомпром           | [ ГС 2 ]  |
| 3  | Ауельбеков Еркин Нуржанович             | 22.06.1930 — 29.01.1999 | Первый секретарь Кокчетавского обкома Компартии Казахстана | 10.12.1973      | госуправление      | [ ГС 3 ]  |
| 4  | Ахмадеев Галей Авхадеевич               | 1908 — 12.09.1974       | Машинист локомотивного депо Курорт-Боровое Казахской железной дороги, Щучинский район Кокчетавской области | 01.08.1959      | транспорт          | [ ГС 4 ]  |
| 5  | Ахмедсафин Уфа Мендыбаевич              | 15.07.1912 — 21.10.1984 | Директор Института гидрогеологии и гидрофизики Академии наук Казахской ССР, академик АН Казахской ССР, гор. Алма-Ата | 13.03.1969      | наука              | [ ГС 5 ]  |
| 6  | Ашимов Байкен Ашимович                  | 10.08.1917 — 05.02.2010 | Председатель Совета Министров Казахской ССР, гор. Алма-Ата | 09.08.1977      | госуправление      | [ ГС 6 ]  |
| 7  | Бабенко Алексей Алексеевич              | 1927—1995               | Горнорабочий очистного забоя шахты «Ягуновская» треста «Кемеровоуголь» комбината «Кузбассуголь» Министерства угольной промышленности СССР, Кемеровская область                                                                     | 29.06.1966      | углепром           | [ ГС 7 ]  |
| 8  | Белоусов Пётр Фёдорович                 | 1906—1950               | Бригадир колхоза «Победа» Андреевского района Талды-Курганской области | 28.03.1948      | сельское хозяйство | [ ГС 8 ]  |
| 9  | Бимоканов Умербек                       | 03.03.1916 — 14.07.1977 | Директор совхоза имени 50-летия СССР Куртамышского района Курганской области | 11.12.1973      | сельское хозяйство | [ ГС 9 ]  |
| 10 | Борисов Трофим Никитич                  | 1911—1960               | Управляющий отделением совхоза «Элита» Министерства совхозов СССР, Москаленский район Омской области | 12.11.1951      | сельское хозяйство | [ ГС 10 ] |
| 11 | Боронина Раиса Степановна               | 12.10.1922 — 05.02.2013 | Заведующая отделением Балкашинской районной больницы, Целиноградская область | 20.07.1971      | здравоохранение    | [ ГС 11 ] |
| 12 | Брагин Яков Степанович                  | 08.08.1926 — 20.09.2018 | Комбайнёр совхоза имени Карла Маркса Атбасарского района Целиноградской области | 19.04.1967      | сельское хозяйство | [ ГС 12 ] |
| 13 | Бурлаков Давыд Агеевич                  | 1905 — 08.05.1967       | Председатель сельхозартели «Победа» Акмолинского района Акмолинской области | 11.01.1957      | сельское хозяйство | [ ГС 13 ] |
| 14 | Васин Дмитрий Иванович                  | 01.05.1912 — 11.10.1973 | Председатель Молотовского райисполкома Акмолинской области | 11.01.1957      | госуправление      | [ ГС 14 ] |
| 15 | Вербовщук Иван Михайлович               | 08.11.1928 — 18.04.2013 | Бригадир тракторной бригады колхоза «Украина» Великомихайловского района Одесской области | 08.04.1971      | сельское хозяйство | [ ГС 15 ] |
| 16 | Гречко Владимир Григорьевич             | 30.09.1935 — 23.02.1994 | Бригадир комплексной бригады Полярнинского горно-обогатительного комбината Северовосточного производственного золотодобывающего объединения (Северовостокзолото) Министерства цветной металлургии СССР, Чукотский автономный округ | 24.10.1985      | металлургия        | [ ГС 16 ] |
| 17 | Грязин Павел Васильевич                 | 25.12.1924 — ????       | Бригадир электропечи Актюбинского завода ферросплавов Актюбинского совнархоза | 19.07.1958      | металлургия        | [ ГС 17 ] |
| 18 | Давыденко Елизавета Александровна       | 12.09.1927 — 21.08.2004 | Металлоткач Запорожского метизного завода Министерства чёрной металлургии Украинской ССР, Запорожская область | 22.03.1966      | металлургия        | [ ГС 18 ] |
| 19 | Дендиберя Пётр Михайлович               | 05.01.1910 — 07.08.1978 | Управляющий фермой молочного совхоза «Северо-Любинский» Министерства совхозов СССР, Любинский район Омской области | 12.11.1951      | сельское хозяйство | [ ГС 19 ] |
| 20 | Жувасов Капыс                           | 12.08.1909 — 10.09.1996 | Старший скотник совхоза «Балкашино» Балкашинского района Целиноградской области | 22.03.1966      | сельское хозяйство | [ ГС 20 ] |
| 21 | Западненко Василий Нестерович           | 17.06.1909 — 11.10.2002 | Машинист экскаватора Алтын-Топканского комбината совнархоза Узбекской ССР | 09.06.1961      | металлургия        | [ ГС 21 ] |
| 22 | Иванов Дмитрий Андреевич                | 07.11.1917 — 18.10.1994 | Комбайнёр совхоза «Сибиряк» Русско-Полянского района Омской области | 23.06.1966      | сельское хозяйство | [ ГС 22 ] |
| 23 | Игибаев Жаныбай                         | 20.01.1936 — 06.05.2011 | Бригадир горнорабочих очистного забоя шахты «Михайловская» производственного объединения «Карагандауголь» Министерства угольной промышленности СССР, Карагандинская область                                                        | 02.03.1981      | углепром           | [ ГС 23 ] |
| 24 | Исаев Виктор Фёдорович                  | 01.05.1913 — 22.04.1989 | Председатель колхоза имени Горького Ленинского района Московской области | 22.03.1966      | сельское хозяйство | [ ГС 24 ] |
| 25 | Карпов Иван Егорович                    | 01.03.1917 — 12.03.1998 | Комбайнёр Петуховской МТС Курганской области | 24.05.1952      | сельское хозяйство | [ ГС 25 ] |
| 26 | Колбаскин Сергей Давыдович              | 1911 — 02.04.1981       | Председатель сельхозартели «Красноармеец» Зерендинского района Кокчетавской области | 11.01.1957      | сельское хозяйство | [ ГС 26 ] |
| 27 | Колесников Никита Григорьевич           | 16.04.1907 — 11.01.1977 | Тракторист-комбайнёр совхоза «Сталинец» Ужурского района Красноярского края | 11.01.1957      | сельское хозяйство | [ ГС 27 ] |
| 28 | Кузнецов Александр Николаевич           | 25.08.1923 — 20.07.2016 | Директор Красноярского металлургического завода Министерства авиационной промышленности СССР | 08.07.1983      | металлургия        | [ ГС 28 ] |
| 29 | Кузьменко Дмитрий Емельянович           | 26.12.1910 — 11.04.2000 | Управляющий трестом «Тагилстрой», Свердловская область | 16.06.1964      | строительство      | [ ГС 29 ] |
| 30 | Ломакин Павел Ипполитович               | 1887 — ????             | Звеньевой колхоза «Коян-Кус» Илийского района Алма-Атинской области | 28.03.1948      | сельское хозяйство | [ ГС 30 ] |
| 31 | Майоров Фёдор Емельянович               | 10.05.1924 — 22.03.1996 | Бригадир тракторной бригады совхоза «40 лет Казахской ССР» Актюбинского района Актюбинской области | 10.12.1973      | сельское хозяйство | [ ГС 31 ] |
| 32 | Михалёв Андрей Николаевич               | 25.10.1923 — 14.05.1990 | Комбайнёр Петуховской МТС Курганской области | 24.05.1952      | сельское хозяйство | [ ГС 32 ] |
| 33 | Мусрепов Габит Махмутович               | 22.03.1902 — 31.12.1985 | Писатель, общественный деятель, Председатель Президиума Верховного Совета Казахской ССР, академик Академии наук Казахской ССР, гор. Алма-Ата                                                                                       | 27.09.1974      | культура           | [ ГС 33 ] |
| 34 | Наливайко Георгий Антонович             | 13.01.1910 — 05.11.1977 | Директор Алтайского научно-исследовательского института сельского хозяйства, гор. Барнаул | 31.12.1961      | наука              | [ ГС 34 ] |
| 35 | Николаев Василий Павлович               | 12.01.1920 — 28.12.2009 | Первый секретарь Нехаевского райкома КПСС, Волгоградская область | 23.06.1966      | госуправление      | [ ГС 35 ] |
| 36 | Нуржанова Раиса Нургалиевна             | 23.05.1931 — 02.05.2004 | Заведующая отделением областного противотуберкулёзного диспансера, гор. Семипалатинск | 23.10.1978      | здравоохранение    | [ ГС 36 ] |
| 37 | Отрадных Михаил Александрович           | род. 18.11.1935         | Бригадир электромонтёров-линейщиков Алма-Атинской механизированной колонны треста «Казэлектросетьстрой» Министерства энергетики и электрификации Казахской ССР                                                                     | 31.03.1981      | энергетика         | [ ГС 37 ] |
| 38 | Павлов Александр Спиридонович           | 30.04.1915 — 10.09.1993 | Машинист паровозного депо Барнаул Томской железной дороги, Алтайский край | 01.08.1959      | транспорт          | [ ГС 38 ] |
| 39 | Партина Надежда Ефимовна                | 30.12.1915 — 08.02.2004 | Крановщица Уральского завода тяжёлого машиностроения Свердловскоо совнархоза, гор. Свердловск | 07.03.1960      | машиностроение     | [ ГС 39 ] |
| 40 | Петров Виктор Семёнович                 | 12.01.1910 — 20.07.1986 | Директор Московского опытного завода счётно-аналитических машин Министерства радиопромышленности СССР | 26.04.1971      | радиопром          | [ ГС 40 ] |
| 41 | Растоскуев Борис Александрович          | 05.03.1919 — 29.10.2006 | Директор Красноярской ГЭС имени 50-летия СССР Министерства энергетики и электрификации СССР | 31.03.1981      | энергетика         | [ ГС 41 ] |
| 42 | Сабельников Иван Максимович             | 07.01.1914 — 10.03.1966 | Старший сварщик проволочно-штрипсового цеха Магнитогорского металлургического комбината Челябинского совнархоза | 19.07.1958      | металлургия        | [ ГС 42 ] |
| 43 | Сальникова Любовь Семёновна             | 09.01.1921 — 11.09.2009 | Звеньевая Талды-Курганского свеклосовхоза Министерства пищевой промышленности СССР, Талды-Курганская область | 08.05.1948      | сельское хозяйство | [ ГС 43 ] |
| 44 | Серкебаев Ермек Бекмухамедович          | 04.07.1926 — 16.11.2013 | Солист Казахского государственного академического театра оперы и балета имени Абая, народный артист СССР, гор. Алма-Ата | 03.07.1986      | культура           | [ ГС 44 ] |
| 45 | Слепченко Григорий Никитович            | 02.04.1930 — ????       | Комбайнёр совхоза «Карасуский» Карасуского района Кустанайской области | 19.04.1967      | сельское хозяйство | [ ГС 45 ] |
| 46 | Слинько (Базавлюк) Евдокия Сергеевна    | 1923 — ????             | Звеньевая колхоза «Новая жизнь» Кагановичского района Фрунзенской области | 26.03.1948      | сельское хозяйство | [ ГС 46 ] |
| 47 | Требунский Михаил Кузьмич               | 1898 — 25.05.1967       | Комбайнёр Петуховской МТС Курганской области | 24.05.1952      | сельское хозяйство | [ ГС 47 ] |
| 48 | Шевченко (Захарова) Пелагея Григорьевна | 14.11.1928 — 11.03.2010 | Бетонщица треста «Казметаллургстрой» Карагандинского совнархоза, гор. Темиртау | 07.03.1960      | строительство      | [ ГС 48 ] |
| 49 | Шеин Николай Иванович                   | 09.08.1908 — 05.1967    | Шофёр строительно-монтажного управления «Ангарагэсстрой» Министерства строительства электростанций СССР, Иркутская область | 11.01.1960      | строительство      | [ ГС 49 ] |
| 50 | Шурло Дмитрий Иванович                  | 04.11.1929 — 09.07.1989 | Пилот-наставник Уральского управления гражданской авиации Министерства гражданской авиации СССР, Свердловская область | 10.03.1981      | транспорт          | [ ГС 50 ] |
| 51 | Эннс Иван Яковлевич                     | 29.06.1926 — 20.09.2006 | Председатель колхоза «Заря коммунизма» Омского района Омской области | 05.12.1985      | сельское хозяйство | [ ГС 51 ] |

## Герои Социалистического Труда, прибывшие на постоянное проживание в Северо-Казахстанскую область из других регионов СССР
| № | Фамилия, имя, отчество    | Даты жизни              | Деятельность                                         | Дата присвоения | Отрасль   | ГС       |
| - | ------------------------- | ----------------------- | ---------------------------------------------------- | --------------- | --------- | -------- |
| 1 | Поляков Николай Фёдорович | 22.01.1914 — 12.02.1986 | Паровозный машинист депо Омск Омской железной дороги | 05.11.1943      | транспорт | [ ГС 1 ] |

## Лица, лишённые звания Героя Социалистического Труда
| № | Фамилия, имя, отчество        | Даты жизни  | Деятельность                                                                                | Дата присвоения | Дата лишения | Отрасль            | ГС       |
| - | ----------------------------- | ----------- | ------------------------------------------------------------------------------------------- | --------------- | ------------ | ------------------ | -------- |
| 1 | Ткаченко Константин Данилович | 1918 — ???? | Бригадир тракторной бригады Горьковского совхоза Ленинградского района Кокчетавской области | 11.01.1957      | 26.12.1968   | сельское хозяйство | [ ГС 1 ] |